# Antoine Doinel
Antoine Doinel là nhân vật do François Truffaut sáng tạo, và do diễn viên Jean–Pierre Léaud thủ vai. Truffaut đã để nhân vật này sống qua nhiều bộ phim: Les Quatre Cent Coups (400 Cú Đấm, 1959), Baisers volés (Những nụ hôn bị đánh cắp, 1968, cùng với Claude Jade, Delphine Seyrig...), Domicile conjugal (Tổ ấm gia đình, 1970, cùng với Claude Jade, Hiroko Berghauer...), L'Amour en fuite (Tình yêu trốn chạy, 1978, cùng với Claude Jade, Marie-France Pisier...).

Đạo diễn François Truffaut và Claude Jade tại Avant-Premiere đang làm bộ phim L'Amour en fuite